# Barbanegra
Edward Teach o Edward Thatch (¿Brístol?, c. 1680-Ocracoke, Carolina del Norte, 22 de noviembre de 1718), más conocido como Barbanegra (en inglés, Blackbeard), fue un pirata inglés que operó alrededor de las Indias Occidentales y la costa este de las colonias británicas de Norteamérica a principios del siglo XVIII. Poco se conoce sobre sus primeros años, aunque se cree fue un marinero de los barcos corsarios participantes de la guerra de la Reina Ana, que tras la misma se establecería en la isla bahameña de Nueva Providencia, base de operaciones del capitán Benjamin Hornigold, pirata bajo el cual Teach iniciaría sus actividades delictivas alrededor de 1716. Hornigold lo pondría al comando de un sloop que este había capturado. Tras esto, ambos se verían involucrados en numerosos actos de piratería. Su éxito pronto se vería impulsado por la adición de dos barcos a la flota, uno capitaneado por Stede Bonnet; a pesar de esto, Hornigold se retiraría de la piratería a finales de 1717, llevándose dos navíos con él.
Su más sonado ataque fue realizado en la localidad de Charleston, Carolina del Sur, en mayo de 1718. Fue aliado del por aquel entonces gobernador de Carolina del Norte, Charles Eden, quien llegó a perdonar sus actividades ilegales a cambio de obtener un provecho de los saqueos realizados por el pirata. Barbanegra, que ostentaba un peculiar atuendo a la hora de hacer sus ataques, se convirtió en una figura muy popular en diversas manifestaciones culturales.

## Inicios

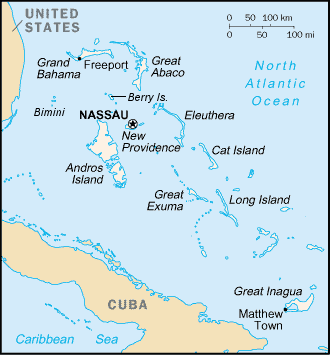
Las Bahamas y Nueva Providencia

A comienzos del siglo XVIII, algunos gobernadores de las colonias inglesas en la costa atlántica de los actuales Estados Unidos violaban el monopolio comercial impuesto desde Londres al ignorar los asaltos piratas en las zonas aledañas a sus colonias. Las fechorías de los piratas activaban el comercio local al vender lo incautado a menor precio, a la vez que dejaban algún ingreso disimulado a las autoridades.
Edward Teach (o Thatch) se presume que era oriundo de Brístol, Inglaterra, aunque otros afirman que nació en la colonia de Carolina del Sur o, incluso, en Jamaica. Participó en la Guerra de la reina Ana (escenario norteamericano de la Guerra de sucesión española), en la que actuó como corsario inglés atacando barcos franceses. Al retirarse Inglaterra de la Guerra de Sucesión en 1713, una gran parte de los efectivos de la Marina Real británica quedaron desempleados. Se estima que de un total de 53 785 soldados en 1703, los efectivos se redujeron a 13 430 en 1715, por lo que se calcula que había unos 40 000 desocupados. Se cree que Barbanegra se reconvirtió entonces de filibustero a pirata, posiblemente hacia 1716, en una época en la que la piratería en América estaba en auge.
En sus inicios en la piratería estuvo bajo el mando del pirata Benjamin Hornigold en Nueva Providencia. Entre sus primeras fechorías se cuentan la captura de un carguero español que procedía de La Habana, otro de las Bermudas y un tercero de Madeira y con dirección a Carolina del Sur. Estando en la costa de Virginia, en noviembre de 1717 se dirigió a la Martinica y en su camino apresó un gran buque francés que tenía su ruta entre ese lugar y la costa africana, el cual renombró The Queen Anne´s Revenge. Esta nave se convirtió en su arma principal en sus arremetidas por un periodo de unos siete meses desde la costa de Honduras pasando por la frontera de El Salvador hasta Virginia. La embarcación fue armada con cuarenta cañones. En uno de sus primeros ataques se enfrentó a un barco de la armada inglesa, el HMS Scarborough, el cual se retiró al verse en desventaja, pero Barbanegra le dejó huir. Este incidente le dio prestigio al haber derrotado a un barco de la armada británica. Tiempo después, Hornigold decidió acogerse al perdón del rey Jorge I, se puso a las órdenes del gobernador de Bahamas Woodes Rogers y se transformó en corsario.
A finales del año de 1717, Barbanegra trabó amistad con Stede Bonnet, apodado el «Caballero Pirata», antiguo oficial británico que viajaba en el barco Revenge. Bonnet aceptó la capitanía de Barbanegra para hacer un consorcio. Sin embargo, fue separado de su barco Revenge, el cual le fue dado a otro lugarteniente de Barbanegra. Poco después capturaron otro barco con el nombre de Adventure y Barbanegra se lo otorgó a Israel Hands . Por su ineptitud en el oficio de la marinería, Bonnet fue mantenido en un virtual encarcelamiento. En ese tiempo el refugio preferido de Barbanegra era la isla de Ocracoke.

## Asedio a Charleston y alianza con Charles Eden

Bandera no histórica atribuida a Barbanegra.

Debido a que la situación económica de Carolina del Norte era precaria, no tenía un comercio apto para la exportación. Por ello, el gobernador de la colonia, Charles Eden, llegó a un acuerdo con Barbanegra en enero de 1718, concediéndole el perdón a él y a su tripulación mediante un Acta de Gracia vigente. Además, Eden recibiría secretamente una parte del botín recabado en las fechorías de los piratas y le dejaría ir con impunidad. Así, mientras otras colonias luchaban contra la piratería, Barbanegra vendía tranquilamente productos baratos en Bath, localidad donde se convirtió en una especie de celebridad. En medio del trato Eden le proporcionó una jovencita de dieciséis años para casarse con ella. En efecto, Teach se casó unas trece veces más, amén del sinnúmero de amoríos dejados en sus correrías. En esa época Teach compró una casa y trató de ganarse la voluntad de algunos de los vecinos con regalos.
Uno de sus más sonados ataques, llevado a cabo en mayo de 1718, fue a la ciudad de Charleston, Carolina del Sur, donde su tripulación sitió la localidad y bloqueó el puerto mientras amenazaba a la población con los cañones del Queen Anne´s Revenge. Tras secuestrar a unos rehenes, extorsionaron mil quinientas libras. Otra versión indica que lo hicieron para recabar un lote de medicinas para su tripulación, de quienes se presume tenían alguna enfermedad venérea. Barbanegra, después de la operación, decidió retirarse de la piratería. Prescindió entonces del Queen Anne´s Revenge y devolvió el Revenge a Bonnet, a quien ordenó ir a la ciudad de Bath a recoger su indulto. Durante la ausencia de Bonnet, Barbanegra ordenó traspasar los objetos de valor del Anne´s al Adventure, de modo que, cuando Bonnet regresó, se encontró con el Anne´s abandonado y con 25 marineros dejados a su suerte. Mientras tanto, Barbanegra había partido dejándolo engañado.
En junio de 1718, contaba con cuatro barcos grandes, otros menores y unos 400 hombres. Su base de operaciones estaba en Nueva Providencia para no comprometer a su aliado Eden, y frecuentaba las Bermudas, donde atracaba las naves con rumbo a Pensilvania o Chesapeake. Asimismo, asistía a fiestas organizadas por el gobernador, donde el pirata hacía gala de su mal comportamiento y donde asediaba a las mujeres. Todos esos desmanes irritaron a los pobladores de Bath. Por otro lado, el transporte de mercancías por la zona se hizo dificultoso por la presencia de los piratas. En tal momento se topó con Charles Vane, con quien protagonizó una ruidosa juerga.

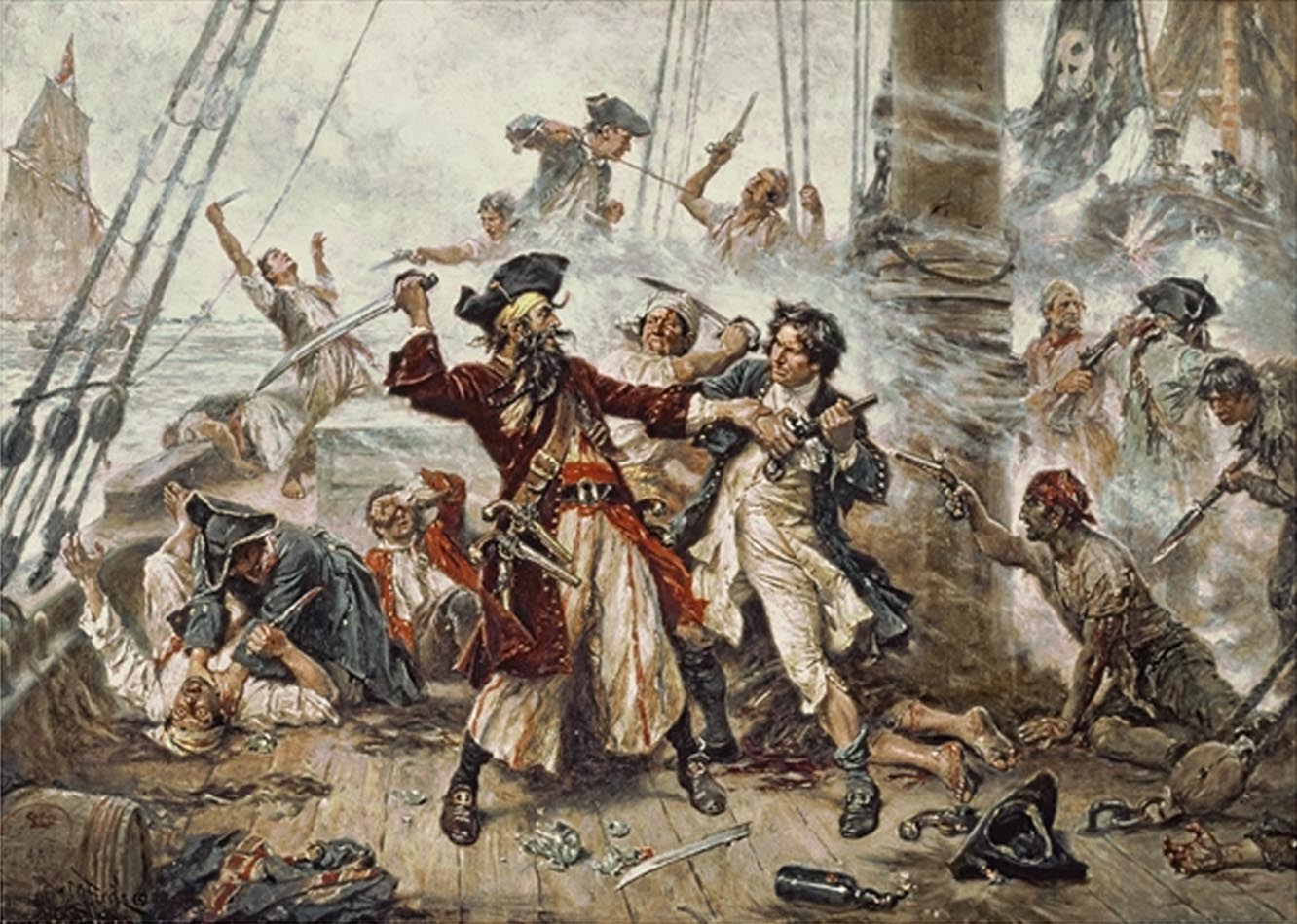
Pintura de 1920 de Jean Leon Gerome Ferris que interpreta la contienda entre Barbanegra y el teniente Robert Maynard.

Paralelamente, Bonnet, el antiguo camarada de Barbanegra, quien operaba en solitario, fue capturado en octubre de 1718 por dos balandras fletadas por el gobernador de Carolina del Sur. La mayoría de los apresados fueron declarados culpables; cuatro —entre ellos Bonnet— fueron condenados a la horca en noviembre. Bonnet pudo fugarse pero fue capturado de nuevo el 10 de diciembre de 1718.

## Final de Barbanegra

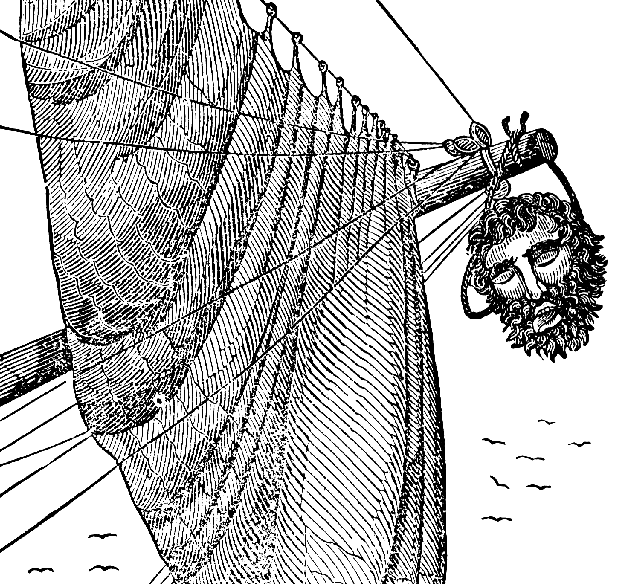
La cabeza de Barbanegra fue colgada en el bauprés de una nave al arribar Maynard a Virginia. Ilustración de 1837.

Existen variantes en la crónica del final de Barbanegra. Ante el avance de la piratería en la zona, el gobernador de Virginia, Alexander Spotswood, decidió emprender acciones antes de que los malhechores se fortalecieran. En el otoño de 1718 tuvo noticias de la presencia de Barbanegra en la ensenada de Ocracoke, Carolina del Norte. No importándole el fuero otorgado por el gobernador Eden al pirata, decidió organizar una ofensiva. Por ello envió dos navíos, el HMS Pearl (con treinta tripulantes) y el HMS Lyme (con veinticinco), junto a dos balandras: la Ranger y la Jane, estando toda la flota bajo las órdenes del teniente Robert Maynard. Mientras, Barbanegra permanecía a bordo del Adventure con 19 hombres. Al avistarlo, la flotilla al mando de Maynard se acercó a los piratas al atardecer del 21 de noviembre con el objetivo de atacar a la mañana siguiente. Ese día, un grupo a bordo de un pequeño bote, logró avistar a la nave pirata pero tuvo que retirarse al ser repelido con una descarga.
Ante la emergencia, Barbanegra —que la noche anterior había estado bebiendo— decidió adentrarse en los canales vecinos. Maynard dispuso perseguirlo con las balandras. De acuerdo a una versión, las naves, tanto del pirata como la de sus rastreadores, quedaron varadas. Al estar cerca los navíos, comenzó un intercambio de palabras entre Maynard y Barbanegra, quien profirió una serie de improperios y la promesa de no dar cuartel. Una vez que subió la marea, comenzó la persecución, pero el viento no era suficiente, por lo que tuvieron que recurrir a los remos.
Los perseguidores fueron atacados por los piratas, lo que resultó en la pérdida del barco Ranger, más un número de bajas que varía entre cinco y seis según las fuentes. Maynard retomó el asedio en el Ranger. Al obligar al Adventure a encallar, Maynard ordenó a sus hombres que se escondieran. Barbanegra aprovechó esta oportunidad para abordar la nave con los suyos. En la gresca él y Maynard batallaron cara a cara. El oficial le atacó con su espada, pero nada más tocó el cartucho que portaba el pirata, quien asestó un golpe a los dedos del inglés, sin dañarlo. Maynard tiró su espada y sacó su pistola disparando al instante a Teach; otro marinero se le abalanzó y le hizo un corte en la cara. Al final el bandido cayó con gran pérdida de sangre y Maynard aprovechó para decapitar a Barbanegra. Según testimonios posteriores, el pirata sufrió veinticinco heridas, cinco de ellas debidas a disparos en el cuerpo. La campaña finalizó cuando los victoriosos llegaron a la localidad de Hampton, Virginia, con la cabeza de Barbanegra en el bauprés.

## La apariencia de Barbanegra
Quizá el aspecto más conocido de Barbanegra era su apariencia a la hora de emprender sus ataques. Aparte de su figura alta y fuerte, adornaba su presencia con ingredientes llamativos, de acuerdo a una descripción:

Antes de lanzarse a la batalla, se colocaba cerillas encendidas bajo el sombrero. Eran largos palillos de arder lento, hechos de cuerda de cáñamo mojado en salitre y una solución de cal muerta. El efecto resultaba aterrador. Su cara, con los feroces ojos y el pelo enmarañado de la barba, estaba enmarcada en humo, y a sus presas les parecía totalmente un demonio salido del infierno. Su parecido con algún tipo de pirata demoníaco quedaba completado con una bandolera con tres pistolas cargadas y amartilladas para el disparo y por las pistolas, dagas y alfanjes adicionales que portaba alrededor del cinturón.

A pesar de todo, hay versiones que indican que el aspecto adoptado por Teach era simplemente para impresionar a sus presas; y que, en general, no ajusticiaba a alguien a menos que él mismo estuviera amenazado. Aparentemente, no hay datos de víctimas fatales en sus atracos.

## Barbanegra en la cultura popular

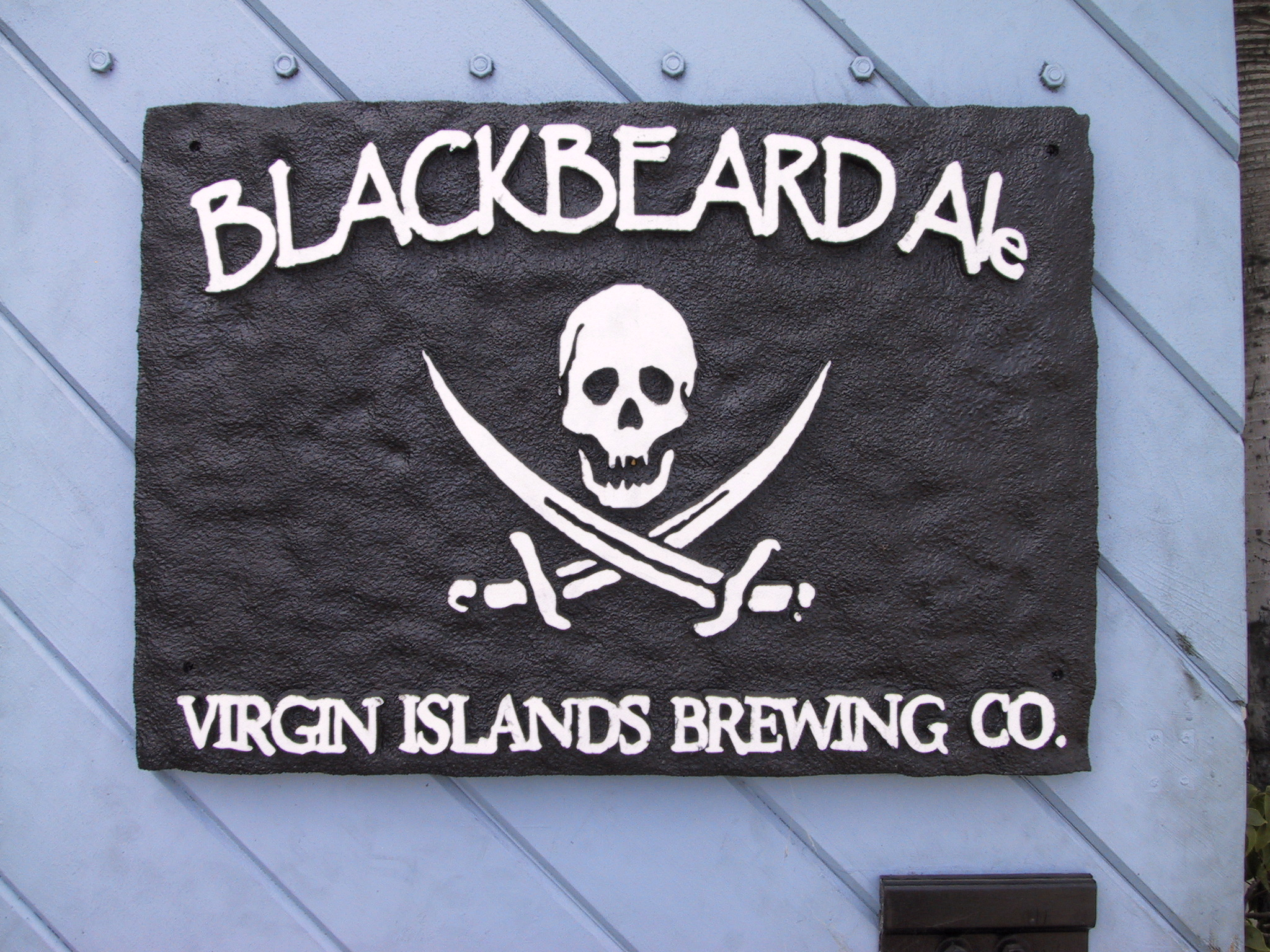
El nombre de Barbanegra usado como marca comercial.

Acerca de Barbanegra y sus andanzas han circulado diversas historias que se han difundido con diversas variantes. Para el caso, acerca de la chica ofrecida por Eden para contraer nupcias, existe la versión de que Barbanegra la forzó a yacer con una media docena de sus compinches. También está la leyenda de que su cuerpo decapitado flotó alrededor de la embarcación varias veces, después de ser tirado por la borda. Asimismo, hay fuentes que afirman que la bóveda craneal —el cráneo— permaneció algún tiempo colgando de un poste en la confluencia de los ríos Hampton y James. Fue luego adaptada en el fondo de una copa montada en plata. No son extrañas las historias concernientes a la visión del fantasma de Barbanegra buscando su testa en la zona de Teach's Hole, lugar llamado así en memoria del pirata, cercano a la ensenada de Ocracoke. Precisamente, en la isla Ocracoke, se presume que tenía una casa llamada comúnmente como el Castillo de Barbanegra, aunque, al parecer, no hay evidencia de que algún pirata residiera en esa zona.
También son conocidos algunos de sus «entretenimientos». Cierta vez, estando encerrado con sus camaradas en un cuarto, apagó la linterna, y en medio de la oscuridad disparó al azar desde debajo de la mesa. En otra oportunidad desafió a los suyos a encerrarse en un cuarto del que emanaba humo; él mismo salió triunfante al ser el último en salir.
Este pirata ha sido un personaje habitual en diversas expresiones artísticas. En libros de piratería cabe mencionar su inclusión en las obras de Howard Pyle: El Libro de los Piratas; Philip Gosse: Quién es quién en la piratería; Charles Johnson (supuesto seudónimo de Daniel Defoe): Historia general de los robos y asesinatos de los más famosos piratas, Tim Powers: En Costas Extrañas, por mencionar algunos. En el cine: Blackbeard (1911), dirigida por Francis Boggs; Blackbeard, the Pirate (1952), de Raoul Walsh; Blackbeard's Ghost (1968), de Robert Stevenson o Pirates of the Caribbean: On Stranger Tides (2011), de Rob Marshall. En televisión: Blackbeard, Terror at Sea (2006) y en la serie de TV Black sails. En el manga One Piece, su nombre y apellido inspiraron a dos importantes personajes, Edward Newgate y Marshall D. Teach, conservando este último el seudónimo "Barbanegra", mientras que el primero es llamado "Barbablanca". También ha sido personaje de diversas historietas y videojuegos como Port royale 2, Sid Meier's Pirates! y Assassin's Creed IV: Black Flag (2013), de Ubisoft. Incluso se ha realizado un musical y hay un festival en su honor. Por otro lado, en la zona de Teach´s Hole existe la creencia de un tesoro escondido de Barbanegra. Además, hay un poema atribuido a Benjamin Franklin:
| Come all you jolly sailors You all so stout and brave; Come hearken and I'll tell you What happen'd on the wave. Oh! 'tis of that bloody Blackbeard I'm going now for to tell; And as how by gallant Maynard He soon was sent to hell. | ¡Venid, alegres marinos, tan fornidos y bravos todos! Venid, atended y os contaré lo que sucedió en la mar. ¡Ay!, es del sanguinario Barbanegra de quien os voy a contar; y sobre cómo el galante Maynard al infierno pronto lo envió. |

Del 30 de mayo del 2014 al 2 de agosto del mismo año Blackbeard fue interpretado por el actor John Malkovich en la serie Crossbones.
En julio de 2015 se estrenó la película Pan en donde el personaje Blackbeard es interpretado por el actor Hugh Jackman.
Ray Stevenson interpretó el papel de Edward Teach en la serie de la cadena Starz Black Sails durante 11 episodios de 2016 a 2017.
Además, fue interpretado por Taika Waititi en la serie de comedia Our Flag Means Death, estrenada en marzo de 2022.